# David Pareus

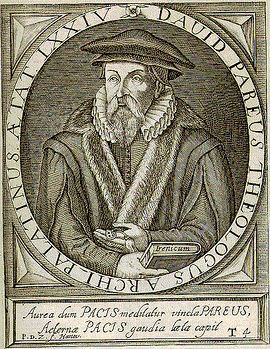
David Pareus, zeitgenössisches Porträt, möglicherweise aus dem 17. Jh.

David Pareus (eigentlich David Wängler; * 30. Dezember 1548 in Frankenstein in Schlesien; † 15. Juni 1622 in Heidelberg) war ein reformierter Theologe der frühen Neuzeit.

## Ausbildung
Der Sohn des Frankensteiner Gerichtsschöffen Johannes Wängler und der Magdalena Franck besuchte ab 1564 die von dem Humanisten Christoph Schilling geleitete Schule in Hirschberg (Riesengebirge) und folgte diesem 1566 an das Gymnasium in Amberg (Oberpfalz). Schilling gräzisierte Wänglers Familiennamen zu Pareus (altgriechisch παρειά die Wange, παρήιος von den Wangen). Nach Heidelberg gewechselt, fand Pareus als Alumnus Aufnahme in das Sapienzkolleg, das der Breslauer Zacharias Ursinus leitete, einer der führenden reformierten Theologen. Ab 1566 studierte Pareus an der Heidelberger Universität die Fachrichtungen Philologie und Theologie.

## Berufstätigkeit
Nach Abschluss seines Studiums wurde Pareus 1571 für wenige Monate Prediger in der südpfälzischen Gemeinde Niederschlettenbach, ehe er als Lehrer ans Pädagogium in Heidelberg berufen wurde. 1573 übernahm er die Pfarrstelle an der St.-Laurentius-Kirche in Hemsbach an der Bergstraße, 1577 in Oggersheim. Nach dem Tod des dem Calvinismus zugeneigten Kurfürsten Friedrich III. und dem Religionswechsel der Kurpfalz zum Luthertum folgte Pareus 1578 einem Ruf des Pfalzgrafen Johann Casimir an das als Universität für Calvinisten gegründete Casimirianum in Neustadt an der Haardt und versah zugleich die Pfarrstelle im benachbarten Winzingen. Als Johann Casimir – wegen des Todes seines kurfürstlichen Bruders Ludwig VI. – 1583 Administrator der Kurpfalz wurde, machte er Pareus zunächst zum stellvertretenden Leiter, dann zum Leiter des Sapienzkollegs Heidelberg. 1598 schließlich erhielt Pareus einen Lehrstuhl für Theologie an der Universität Heidelberg, zunächst für Altes, dann für Neues Testament. Diese Position hatte er inne, bis er – 1618 hatte der Dreißigjährige Krieg begonnen – 1621 vorübergehend nach Annweiler am Trifels fliehen musste, weil spanische Truppen unter General Córdoba Heidelberg bedrohten. Kurz nach seiner Rückkehr nach Heidelberg im Mai 1622 starb er in seinem Haus am unteren Schlossberg, dem Pareanum, das er 1607 erworben hatte.

## Werke
Pareus gab 1587/88 die Neustadter Bibel heraus, die auf der deutschen Übersetzung Martin Luthers basierte, und versah sie mit reformierten Kommentaren. Den Druck besorgte der Buchdrucker und Verleger Matthäus Harnisch in Neustadt. Im dortigen Stadtmuseum Villa Böhm wird ein Exemplar der 3. Auflage von 1594 präsentiert. Außerdem veröffentlichte Pareus ab 1591 die Auslegungen (in lateinischer Sprache) des Heidelberger Katechismus seines Lehrers Zacharias Ursinus. Der Heidelberger Katechismus war 1563 u. a. von Zacharias Ursinus verfasst worden und gilt als bedeutendste Bekenntnisschrift der reformierten Kirche Deutschlands.
1603 stand Pareus in einem Briefwechsel mit dem Speyerer Jesuiten Johannes Magirus (1559–1609), woraus auf beiden Seiten kontroverstheologische Schriften erwuchsen.
Pareus’ Sohn, der Latinist Johann Philipp Pareus (1576–1648), der 1633 die Vita seines Vaters und 1647–1650 dessen Werke in vier Bänden herausgab (s. Abschnitt Literatur), sollte sich vor allem als Plautus-Forscher profilieren. Von 1610 bis 1622 war er Rektor am Vorläufer Pädagogium des heutigen Kurfürst-Ruprecht-Gymnasiums in Neustadt.